# Serki
Il Serki (in russo Серки?) è un fiume della Russia siberiana orientale, affluente di sinistra del Linde (bacino della Lena). Scorre nella Repubblica autonoma della Sacha (Jacuzia).
Il fiume ha origine da un piccolo lago in una zona paludosa e scorre mediamente in direzione meridionale. La sua lunghezza è di 209 km, l'area del suo bacino è di 2 210 km². Sfocia nel Linde a 578 km dalla foce.